# Чичерін Микола Іванович
Микола Іванович Чичерін (рос. Никола́й Ива́нович Чиче́рин; 1724 — 9 грудня 1782) — генерал-аншеф і сенатор з роду Чичеріних. У 1764—1777 роках санкт-петербурзький генерал-поліцмейстер (глава міста). Власник палацу на розі Мойки та Невського проспекту. Молодший брат генерал-поручика Д. І. Чичеріна, батько генерал-лейтенанта В. М. Чичеріна .

## Біографія
Син підполковника Полтавського полку Івана Лаврентійовича Чичеріна; племінник петровського Вельможі Кирила Чичеріна. У 1737 році Микола Іванович почав службу, 13 березня 1757 року проведений в підполковники при обсерваційному корпусі та 1 лютого 1759 року йому надане звання полковника. У наступному році, 22 березня, призначений київським обер-комендантом із присвоєнням звання генерал-майора.
У 1764 році Чичерін назначений генерал-поліцмейстером Петербурга. У цей час урядом було звернено увагу на будівельну діяльність в Петербурзі; для правильного ведення справи була утворена Комісія по будівництві міста, найвпливовішою особою якої став генерал-поліцеймейстер (призначений у члени 14 серпня 1764 року).
Указом від 29 червня 1766 року Чичерін був проведений в генерал-поручики з призначенням в сенатори. Маючи повноваження від імператриці, відкрив 30 грудня депутатські вибори в петербурзькі міські голови та депутати від дворянства і, закінчивши з успіхом цю справу в столиці, був відряджений для того ж в Москву. Проведений в генерал-аншефи 21 квітня 1773 року. Останній рік служби затьмарився страшним нещастям: Нева, піднявшись більш ніж на 10 футів, залила низинні частини столиці, заподіяла незліченні біди жителям і поглинула не одну тисячу людей.
Були вжиті заходи для надання допомоги постраждалим при повені 21 вересня 1777 року та усунення його наслідків; засновані знаки та сигнали, що подаються при повенях; складений план міста з позначенням місць, які затоплюються при повенях. Незважаючи на всі ці заходи, обуренню і засмученню імператриці не було меж. Приписуючи всі нерозпорядливості поліції, вона закликала Чичеріна до себе і зробила йому сувору догану, звинувачуючи його в загибелі невинних людей. 7 грудня 1777 він був звільнений з посади генерал-поліцмейстера.
Крім того, за період перебування Чичеріна на посаді: побудовані Верхньолебяжий та Кам'яний мости; освячена лютеранська церква святої Катерини; відкрито перший Пологовий госпіталь; з'явилися дошки з назвами вулиць німецькою та російською мовами; почалася прокладка підземних труб для каналізації; посилено контроль за утриманням міських кладовищ. За свої заслуги удостоєний орденів св. Олександра Невського та св. Анни.
Помер від сухот у грудні 1782 року й похований в Лазаревській церкві Олександро-Невської лаври, де покоїться і прах його дружини, Марії (Матрони) Олександрівни Зибіної (1721-28.09.1776; померла також від сухот). У них було троє синів: Олександр (генерал-майор, предводитель Калузького дворянства, чоловік Єлизавети Демидової), Василь (генерал-лейтенант) і Дмитро (німий від народження).